# San Félix (Tineo)
San Félix (en asturiano y oficialmente: San Fliz) es una de las 44 parroquias del concejo de Tineo en el Principado de Asturias, España.

## Datos básicos
- La distancia a la capital del concejo es 23 kilómetros. Es el centro neurálgico de esta zona.
- Su nombre en asturiano es ``San Fliz´´.
- Cuenta con una superficie total de 13´72 kilómetros cuadrados.
- Se celebra la fiesta del Sacramento en la primera semana de agosto.

## Demografía
Cuenta con 215 habitantes con una densidad de población de 20,3 habitantes por kilómetro cuadrado. Esta parroquia está sufriendo un rápido el envejecimiento de la población. La población queda repartida así:
| Población | Habitantes (2007) |
| Agoveda   | 32                |
| Cabañas   | 33                |
| Eiros     | 37                |
| Lago      | 18                |
| La Piñera | 30                |
| Ablaneda  | 32                |
| San Félix | 33                |
| Socarrera | 0                 |

## Economía local
Este lugar se dedica principalmente a la agricultura y a la ganadería. Cabe destacar:

### Patrimonio por localidad
En el pueblo de Cabañas destaca la ermita de "Santa Águeda" con imágenes del siglo XV.Hasta hace pocos años propiedad de casa "El Inquisidor", con escudo blasón, también cabe mencionar la casa de éste también conocida como del "Estudiante" fue solar del canónigo jesuita Fray Pedro de Cabañas en el siglo XVI.
Rodea la casona un recio muro con ancho portón que se abre al interior por el lado sur.Las paredes del edificio de gruesos muros bien construidos, en la segunda mitad del siglo XIX.La piedra y el escudo que se sitúa ahora en la fachada que mira hacia el suroeste, pertenecía a una primitiva edificación situada ahora a unos 25 metros de la actual.
Es una casona rural de una sola planta en la que se distribuyen seis habitaciones espaciosas, la cocina, antes <<llariega>>con acceso a un gran comedor.La base la ocupan las cuadras a un solo andar.El escudo pinta el apellido FRANCOS.
En la aldea de La Piñera cabe destacar el monumento natural conocido como "El alcornocal de la Piñera".
En la localidad de Eiros destaca su ermita y contaba también con el monumento natural llamado ´´Fayona de Eiros´´(A fecha de hoy inexistente). Era un haya perteneciente a la familia de Fagus sylvatica que tenía una altura de 28 metros, una copa de 30 metros, un diámetro de tronco de 4,45 metros y su edad se cree que sobrepasa ampliamente los 200 años. Fue declarada monumento natural el día 27 de abril de 1995.
En el lugar de Lago el monumento más importante es la ermita de San José.